# Bargon Attack
Bargon Attack est un jeu vidéo d'aventure développé et édité par Coktel Vision, sorti en 1992 sur DOS, Amiga et Atari ST.
Le jeu est une adaptation de la bande dessinée française du même nom de Racheed & Marc Brothers qui a été publié entre 1989 et 1991 dans Micro News.

## Accueil
- Joystick : 94 %[2]